# Shattered Realm
Shattered Realm ist eine US-amerikanische Metalcore- und Hardcore-Punk-Band aus Asbury Park, New Jersey, die im Jahr 2000 gegründet wurde, sich 2009 auflöste und 2011 wieder zusammenfand.

## Geschichte
Die Band wurde im Jahr 2000 vom Gitarristen Joe None gegründet. Als weitere Mitglieder waren Sänger Eric, Gitarrist Chris Collins und Schlagzeuger Danny in der Band. Im September begann die Band mit ihren ersten Auftritten. kurze Zeit später wechselte Sänger Eric zum Bass und Gitarrist Collins nahm den Sängerposten ein. Ein paar Auftritte später verließ Schlagzeuger Danny die Gruppe und wurde durch Al ersetzt, während Ales als zweiter Gitarrist zur Band kam. Noch im selben Jahr erschien das Album Alone with Everybody. Im April 2001 verließ Schlagzeuger Al kurzzeitig die Band und wurde durch Gene von Second to None ersetzt. Daraufhin schloss die EP All Will Suffer über War Machine Records im selben Jahr an, ehe Al im August zur Band zurückkehrte. Nach einigen Auftritten folgte das Album Broken Ties… Spoken Lies über Eulogy Recordings und Alveran Records. Es schlossen sich weitere Auftritte und Touren an, wobei Anfang 2002 Fat Pat als zweiter Gitarrist zur Band kam und Alex ersetzte. Im Jahr 2003 nahm die Band am Hellfest teil. Gegen Ende des Sommers trennte sich die Band von Sänger Big Chris und dem Schlagzeuger Al. Auf der im September 2003 stattfindenden Europatournee kam Chris Rage als neuer Schlagzeuger als neuer Sänger Paul Brown zur Band. Anfang 2004 folgten US-Touren mit Remembering Never und On Broken Wings, sowie mit Terror, Born from Pain und The Promise. Im Februar zog sich Rage in Memphis bei einem Stagediving-Versuch schwere Fußknöchel- und Beinverletzungen zu. Im Sommer spielte die Band Auftritte in den USA zusammen mit On Broken Wings, The Judas Cradle, Black My Heart und The Warriors. Zu dieser Zeit verließ Sänger Brown aus persönlichen Gründen die Band, woraufhin 2005 Joe Hardcore als neuer Sänger zur Besetzung kam. Im Juli hielt die Band eine US-Tournee zusammen mit Ramallah, Death Before Dishonor und Suffocate Faster ab, die bis Mitte August anhielt. Im November folgte das Album From the Dead End Blocks Where Life Means Nothing. Die Band bestand hierauf aus den Gitarristen Joe None und Danny Cahill, dem Sänger Joe Hardcore, dem Bassisten Jason Bailey und dem Schlagzeuger Chris Rage. Der Veröffentlichung folgten Touren durch Europa und die USA. Im Jahr 2006 kam Nick Sarro als Bassist zur Band. Im Juni desselben Jahres kam Sänger Big Chris wieder zur Besetzung für einen Auftritt in Asbury Park. Da diese Konzert jedoch äußerst chaotisch war, kam danach wieder Joe Hardcore als Sänger zur Band zurück. Da im Sommer 2005 das Hellfest ausgefallen war, organisierte Joe Hardcore sein eigenes Festival in Philadelphia, woraus sie das This Is Hardcore Fest entwickeln sollte. Nach einigen weiteren Auftritten, löste sich die Band im Jahr 2009 auf. Seit dem Jahr 2011 ist die Band wieder aktiv, wobei Sänger Big Chris wieder als Sänger in der Band war.

## Stil
Die Band spielt Hardcore Punk, der auch metallische Einflüsse aufweist, wobei die Gitarrenriffs an Slayer und Hatebreed erinnern. Als Gesangstechnik wird Shouting angewendet.

## Diskografie
- Alone with Everybody (Album, 2000, Eigenveröffentlichung)
- All Will Suffer (EP, 2001, War Machine Records)
- Human Conditions (Album, 2001, War Machine Records)
- Broken Ties… Spoken Lies (Album, 2002, Eulogy Recordings/Alveran Records)
- From the Dead End Blocks Where Life Means Nothing (Album, 2005, Eulogy Recordings)
- Toetag / Shattered Realm (Split mit Toetag, 2008 Eulogy Recordings)